# 고시지정 (니가타현)
고시지정(越路町)은 니가타현 중부 주에쓰 지방에 위치했던 정이다. 2005년 4월 1일에 나가오카시에 편입되었다.

## 역사
- 1955년 3월 31일 - 미시마군 라이코지촌 ,이와쓰카촌, 쓰카야마촌 고시군 이시즈촌이 합병해 정으로 승격하였다.
- 1957년 7월 5일 - 가리와군 지야자와촌의 일부를 편입하였다.
- 2005년 4월 1일 - 나가오카시에 편입되었다.

## 교통

### 철도
- 동일본 여객철도
  - 우에쓰 본선

### 도로
- 국도 제351호선
- 국도 제403호선
- 국도 제404호선